# Auximobasis administra
Auximobasis administra är en fjärilsart som beskrevs av Edward Meyrick 1922. Auximobasis administra ingår i släktet Auximobasis och familjen förnamalar. Inga underarter finns listade i Catalogue of Life.